# Vorfriede von Breslau
Der Vorfriede von Breslau war ein Präliminarfrieden zur Beendigung des Ersten Schlesischen Krieges. Er wurde am 11. Juni 1742 in Breslau zwischen Preußen und Österreich geschlossen und wenige Wochen später durch den Frieden von Berlin bestätigt.

## Geschichte
Nach der verlorenen Schlacht bei Chotusitz entschloss sich die österreichische Herrscherin Maria Theresia zum Frieden mit dem preußischen König Friedrich II., um ihre Kräfte im Österreichischen Erbfolgekrieg nicht länger zersplittern zu müssen. Die Verhandlungen, durch Vermittlung des britischen Gesandten Lord Hyndford zustande gekommen, führten für Preußen der Minister Heinrich Graf von Podewils und für Österreich der kaiserliche Hofrat Karl Joseph Freiherr von Gillern.
Es wurde vereinbart, dass Österreich den Großteil Schlesiens bis zur Oppa und die bis dahin böhmische Grafschaft Glatz an Preußen abtreten musste. Friedrich setzte durch, dass die Erwerbung in „voller Souveränität und Unabhängigkeit“ von der Königin von Ungarn und Böhmen an ihn überging. Er nannte sich nunmehr auch „souveräner Herzog von Schlesien und souveräner Graf von Glatz“. Das jenseits der Oppa gelegene Fürstentum Teschen und der größere Teil der Fürstentümer Troppau und Jägerndorf verblieben bei Österreich als Österreichisch-Schlesien. Preußen verpflichtete sich, das gegen Österreich gerichtete Bündnis aufzukündigen und übernahm die Schulden Schlesiens in Höhe von 1,7 Millionen Gulden gegenüber Großbritannien.
Am 28. Juli 1742 folgte in Berlin die Unterzeichnung des Friedens von Berlin, der die im Vorfrieden von Breslau getroffenen Vereinbarungen bestätigte und den Ersten Schlesischen Krieg beendete.